# Gornja Jajina
Gornja Jajina je naselje u gradu Leskovcu, Jablanički upravni okrug, Srbija. Prema popisu iz 2022. godine u Gornjoj Jajini je živjelo 442 stanovnika.